# Hariyajjanahalli, Sira
Hariyajjanahalli là một làng thuộc tehsil Sira, huyện Tumkur, bang Karnataka, Ấn Độ.